# Safilo Group
Safilo Group S.p.A. (acronimo di Società Azionaria Fabbrica Italiana Lavorazione Occhiali) è un'azienda italiana attiva nel campo della produzione e distribuzione di occhiali da vista, da sole e sportivi, maschere da sci e caschi da sci e bici, con sede amministrativa a Padova.
La società dal dicembre 2005 è quotata presso la Borsa valori di Milano, dove è presente nell'indice FTSE Italia Small Cap con il codice SFL.

## Storia
Le origini delle attività del Gruppo risalgono al 1934 quando Guglielmo Tabacchi acquista il primo complesso industriale italiano produttore di lenti e montature, attivo dal 1878 a Calalzo di Cadore, e fonda la “Società Azionaria Fabbrica Italiana Lavorazioni Occhiali”, la più storica azienda produttrice di occhiali nell’industria dell’ottica. 
Nel 1974, alla morte del fondatore, l'azienda viene guidata dai tre figli, Giuliano, Vittorio e Dino. 
Nel 1996 vengono acquisite dal Gruppo la società americana produttrice di occhiali sportivi Smith Sport Optics INC. e la società austriaca Carrera Optyl. 
Alla fine del 2000 i fratelli Tabacchi hanno visioni strategiche diverse. Vittorio rileva così a caro prezzo le quote dei due fratelli acquisendo nel 2001 il controllo sulla società attraverso un'operazione di leveraged buyout e con la nomina di un nuovo management con Roberto Vedovotto, ex McKinsey. E s'indebita fortemente. Quattro anni più tardi, alla fine del 2005, Vittorio Tabacchi (affiancato dai figli Massimiliano e Samantha) porta la Safilo in Borsa con i debiti di circa 710 milioni di euro.  Nel 2009 c'è bisogno di una robusta ricapitalizzazione: interviene il fondo olandese "Hal Investments" (interamente controllato da HAL Trust, le cui azioni sono negoziate sul listino Euronext della Borsa di Amsterdam) che diventa l'azionista di riferimento, prima con il 37,2%, poi con il 42,2%. La partecipazione di Vittorio Tabacchi scende a poco più del 9%.
Nel 2012 viene perfezionata l’acquisizione di Polaroid Eyewear, leader nell’ottica e nella tecnologia delle lenti polarizzate, oltre che produttore e distributore globale di articoli ottici. 
Nell'ottobre 2013 Luisa Delgado, svizzera, è nominata amministratrice delegata al posto di Roberto Vedovotto. Con l'assemblea della società dell'aprile 2017 Eugenio Razelli sostituisce alla presidenza Robert Polet che rimane comunque nel consiglio d'amministrazione. I dipendenti sono in totale 7.128 di cui 1065 nella sede di Padova. I centri di distribuzione sono scesi da 20 a 6.  Nel 2014 Safilo compie i suoi primi 80 anni di storia.
Nel febbraio 2018 la Delgado si dimette (viene anche sciolto il patto parasociale sottoscritto nel settembre 2013 tra la Delgado e Multibrands Italy B.V.), al suo posto va Angelo Trocchia, ex Unilever.
A gennaio 2019, la partecipazione nel capitale sociale di Safilo dell’azionista di riferimento Multibrands Italy B.V. è aumentata al 49,8%, nell’ambito dell’aumento di capitale approvato dall’Assemblea degli azionisti del 29 ottobre 2018. Nel 2020 vengono perfezionate le acquisizioni di Privé Revaux e Blenders Eyewear, due marchi statunitensi in rapida crescita e fortemente orientati al digitale.

## Principali azionisti
La proprietà è riferibile al fondo "Hal Investments" attraverso la sua controllata Multibrands Italy B.V. per il 49,84%. Secondo i dati depositati in occasione dell'ultima assemblea di bilancio del 28 Aprile 2022, gli altri soci principali di minoranza sono: BDL Capital Management per il 14,99%, mentre il resto del Mercato detiene il 35,17%. 

## Dati economici
Nell’esercizio 2022, il Gruppo ha registrato un importante miglioramento di tutti i principali indicatori economici, sia grazie alla crescita dei ricavi trainata da un incremento di volumi e dalla positiva dinamica del price/mix di vendita, sia grazie al completamento nell’anno del piano di risparmi strutturali a livello di costo del venduto. Queste leve hanno consentito a Safilo di contrastare efficacemente le pressioni inflazionistiche, che si sono susseguite nel corso dell’anno appesantendo in modo significativo sia i costi di trasporto che le spese energetiche. Il 2022 ha inoltre registrato maggiori investimenti di marketing a supporto della crescita dei marchi propri, così come un incremento degli investimenti software-as-a-service dedicati all’avanzamento tecnologico e digitale del Gruppo. 
Nel 2022, l’utile industriale lordo ha raggiunto i 597,4 milioni di euro, mettendo a segno una crescita del 19,1% rispetto al 2021, e portando il margine sulle vendite al 55,5%, in miglioramento di 380 punti base rispetto al margine del 51,7% registrato nel 2021 (in crescita rispettivamente del 16,6% e di 260 punti base rispetto all’utile e al margine industriale lordo adjusted del 2021). 
Nel 2022, le spese di vendita, generali e amministrative sono aumentate del 13,7% rispetto al 2021, principalmente in seguito ai sopracitati aumenti degli investimenti in marketing e di quelli relativi a progetti di software-as-a-service, contabilizzati, secondo l’agenda IFRIC 2021, a conto economico tra i costi EDP. Questi ultimi, in particolare, sono aumentati da 3,4 milioni di euro nel 2021 a 9,7 milioni di euro nel 2022.
Il portafoglio Safilo comprende oltre trenta marchi principali. I marchi di proprietà comprendono:
- Carrera
- Polaroid
- Smith
- Seventh Street
- Privé Revaux
- Blenders Eyewear

### Marchi in licenza
I marchi in licenza includono:
- Banana Republic
- Boss
- Carolina Herrera
- Chiara Ferragni
- Eyewear by David Beckham
- Dsquared2
- Fossil
- Givenchy
- Havaianas
- Hugo
- Isabel Marant
- kate spade new york
- Levi's
- Liz Clairborne
- Love Moschino
- Juicy Couture
- Marc Jacobs
- Missoni
- M Missoni
- Moschino
- Pierre Cardin
- Ports
- Rag&Bone
- Rebecca Minkoff
- Tommy Hilfiger
- Tommy Jeans
- Under Armour

Solo per il mercato americano:
- Chesterfield
- Adnesco
- Elasta

## L'heritage e la collezione Safilo
Safilo possiede la più grande collezione privata italiana dedicata alla storia dell'occhiale, la "Galleria Safilo", che testimonia sette secoli di storia e racconta la storia dell'azienda Gli archivi ospitano più di tremila occhiali delle collezioni dell’azienda, oltre a un assortimento unico al mondo di oltre 250.000 paia di occhiali dalla fine del XIX secolo a oggi, dagli occhiali della Francia del Re Sole a quelli dei duchi di Windsor, Elton John ed Elvis Presley.